# 布恩縣 (密蘇里州)
布恩县（英語：Boone County）是美國密蘇里州中部的一個縣，南界密蘇里河。面積1,790平方公里。根據美國2000年人口普查，共有人口135,454人。縣治哥倫比亞 (Columbia)。
成立於1820年11月16日。本縣紀念開發今日肯塔基州的丹尼爾·布恩(Daniel Boone)。